# جانان مالک
جانان مالک (زاده 26 آوریل 1974) بازیگر و مدل پاکستانی است که در سریال های تلویزیونی ظاهر می شود.   جانان مالک به جانان یا جانا نیز معروف است.  جانان مالک بیشتر برای بازی در نقش مکمل به نام پاشی در سریال ناگان که از جیو کاهانی پخش شد، شناخته می‌شود. او در بسیاری از درام های شبکه های مختلف پاکستان بازی کرده است. جانان مالک در درام های Mur Jaye Behi To Kya ، Parlor Wali Girl و Ek Tamna Laashail Si ایفای نقش کرده است. او بیشتر برای بازی در نقش اصلی درام اعتراف شناخته شده است.  جانان مالک همچنین در چندین فیلم مانند Awakar و Zoar محصول 1998 ظاهر شده است.

## زندگی شخصی
جانان مالک در 26 آوریل 1974 در لاهور پاکستان به دنیا آمد. 